# Каюмов, Асхат Абдурахманович
Асха́т Абдурахма́нович Каю́мов (род. 20 сентября 1961, Горький) — советский и российский эколог, общественный деятель, лидер поволжского экологического движения, правозащитник.

## Биография
Родился 20 сентября 1961 года в Горьком. Окончил биологический факультет Нижегородского государственного университета (1983).
Работал старшим инженером-гидрохимиком Горьковского рыбокомбината, старшим инструктором областного совета Всероссийского общества охраны природы, преподавал в школе биологию. В 1989 году создал и возглавил экологический центр «Дронт», вносившийся Минюстом в 2016 году в реестр НКО, выполняющих функции «иностранного агента». Как руководитель «Дронта», решающего экологические и социально-экологические проблемы, а также консолидирующего деятельность экологических неправительственных организаций региона — получил признание на уровне Министерства природных ресурсов и экологии РФ, будучи в 2011 году отмеченным почётной грамотой. С 1989 по 1992 год — координатор Совета Движения дружин охраны природы.
Каюмов А. А. — один из организаторов общественного экологического движения Поволжья «Поможем реке».
С момента основания в декабре 1988 года — член Международного социально-экологического союза (с 1993 года по 2003 год, с октября 2010 года — член Совета организации); с 1991 года — сопредседатель Совета оперативных действий Российского Социально-экологического Союза, с 2008 по 2010 годы, с 2013 года — сопредседатель Российского Социально-экологического Союза (с 1993 года по 2003 год, с октября 2010 года — член Совета Российского Социально-экологического Союза). Один из учредителей газеты «Берегиня».
В 1993 году по предложению губернатора Нижегородской области Бориса Немцова Каюмов А. А. организовал и возглавил департамент по охране природы и управлению природопользованием в администрации области. Уволился из администрации области в 1998 году.
В 2017 году Каюмов выступил координатором площадки «Экология» V Общероссийского гражданского форума «Будущее России: федерация, регионы, города», проходившем в Москве.
С 2017 года Каюмов А. А. является участником Общественной палаты Нижнего Новгорода, внося вклад в решение наиболее важных вопросов общественного, экономического, социально-культурного развития города; на этапе предварительного отбора в палату возглавлял список кандидатов по баллам комиссии. Член центрального совета Союза охраны птиц России.
В 2018 году Каюмов А. А. стал членом экспертной комиссии по отбору кандидатов на пост министра экологии и природных ресурсов Нижегородской области. Получил Премию Нижегородской области в сфере охраны окружающей среды за внесение значительного вклада в развитие региональной экономики, культурной и общественной жизни.

## Награды
- Звание «Почётный работник охраны природы» с вручением нагрудного знака[26].
- Премия Нижегородской области в сфере охраны окружающей среды имени В. В. Найденко[25].
- Почётная грамота за многолетнюю плодотворную природоохранную деятельность[8][27].
- Почётная грамота Законодательного собрания Нижегородской области[28].
- Благодарственное письмо Главного федерального инспектора по Нижегородской области (Аппарат Полномочного представителя Президента России)[29].
- Премия «Пробуждение» в номинации «За большой личный вклад в развитие гражданского общества»[30].
- Почётный диплом и медаль «За охрану природы России»[31].